# Vương quốc Scotland
Vương quốc Scotland (tiếng Gaelic: Rìoghachd na h-Alba, tiếng Scots: Kinrick o Scotland) là một quốc gia có chủ quyền ở Tây Bắc châu Âu tồn tại từ năm 843 tới 1707. Vương quốc này nằm ở phía bắc và chiếm khoảng một phần ba Đảo Anh và có chung đường biên giới với Vương quốc Anh, vương quốc mà về sau, thể theo Đạo luật Thống nhất năm 1707, Scotland hợp nhất vào tạo thành một quốc gia thống nhất toàn bộ đảo Anh. Từ năm 1472, khi chiếm được Quần đảo Bắc từ Vương quốc Na Uy và bị Vương quốc Anh chiếm mất Royal Burgh ở Tweed năm 1482, lãnh thổ vương quốc Scotland bao gồm toàn bộ lãnh thổ Scotland hiện tại. Lãnh thổ của vương quốc này được bao quanh bởi Biển Bắc ở phía Đông, Đại Tây Dương ở phía Bắc và Tây, Eo biển Bắc và Biển Ireland ở Tây Nam. Ngoài đất liền, vương quốc Scotland còn có 790 đảo khác.
Kinh đô cuối cùng của vương quốc này là Edinburgh (các thủ đô trước đó lần lượt ở Scone, Dunfermline và Stirling). Dân số năm 1700 vào khoảng 1,1 triệu người.

## Lịch sử
Vào năm 843, vua Kenneth MacAlpin của Pict đã thống nhất khu vực xung quanh và thành lập một vương quốc trong lưu vực Sông Foss và Clyde. Mặc dù vẫn còn nhiều tranh cãi về chủng tộc và văn hóa của Kenneth, nhưng đây thường được coi là một dấu hiệu của việc thành lập Vương quốc Scotland, bởi vì trong nhiều thế kỷ, những người cai trị Scotland đã tuyên bố là hậu duệ của Kenneth I. Vương quốc Scotland Gaelic được gọi trong Alba.
Vương quốc tiếp tục mở rộng trong hai trăm năm tới, sáp nhập các lực lượng khác xung quanh nó. Vào đầu thế kỷ 11, dưới thời vua Malcolm II, vương quốc đã hấp thụ nhiều quốc gia nhỏ ở phía tây nam và đông nam, và lãnh thổ trên Đảo Anh về cơ bản đã đến biên giới giữa Anh và Scotland ngày nay.
Vào thế kỷ 13, vương quốc cạnh tranh với Na Uy cho các quần đảo ở bờ biển phía tây. Mặc dù nhà vua không giành được chiến thắng quyết định, Vua Na Uy phải công nhận chủ quyền Scotland đối với các đảo này.
Vào thế kỷ 15, James III đã có được Quần đảo Shetland và Orkney thông qua một cuộc hôn nhân với Đan Mạch và lãnh thổ Scotland ngày nay đã hình thành.
Năm 1603, James VI cũng kế vua Anh. Anh và Scotland thù địch từ lâu đã đột nhiên trở thành thịnh vượng chung. Năm 1621, Vương quốc Scotland bắt đầu xâm chiếm châu Mỹ, và năm 1629 chiếm đóng và thuộc địa Nova Scotia (nay là Nova Scotia, Canada).
Vào cuối thế kỷ 17, Scotland và Anh, nơi vừa trải qua nhiều thập kỷ nội chiến, đã thành lập các chế độ quân chủ lập hiến và trở thành những quốc gia dân chủ sớm nhất trên thế giới.
Năm 1707, Quốc hội Anh và Scotland đã đạt được thỏa thuận. Hai quốc hội và đất nước đã chính thức được sáp nhập, và tên thành Vương quốc Liên hiệp Anh và Bắc Ireland đã được sử dụng. Vương quốc Scotland, tồn tại hơn 800 năm, đã biến mất.

## Luật pháp
Vương quốc Scotland có hệ thống pháp lý độc lập của riêng mình. Về nguyên tắc, hệ thống pháp luật phù hợp với Luật La Mã và Pháp điển Dân sự cổ điển. Nhiều luật sư người Scotland đã đến lục địa châu Âu để nghiên cứu luật, và các học thuyết và tác phẩm của họ cũng đưa luật La Mã vào hệ thống luật pháp sau khi hồi hương.
Hệ thống pháp luật cổ xưa của Scotland phần lớn được bảo tồn sau khi sáp nhập Anh và Tòa án Tối cao Scotland sẽ duy trì quyền lực của mình mãi mãi theo thỏa thuận chung. Hiện tại, Tòa án Tối cao về các vụ án dân sự Scotland là Ủy ban Tư pháp Hội đồng cơ mật và chỉ có thẩm quyền cuối cùng của các vụ án hình sự nằm trong Tòa án Tối cao Scotland. Do tác động của luật tục sáp nhập, Scotland, vốn ban đầu là một phần của hệ thống Luật La Mã, hiện là một trong những hệ thống pháp lý hỗn hợp nổi tiếng nhất trên thế giới.

## Các quốc vương Scotland
1. Kenneth I MacAlpin: 843 - 858
2. Donald I mac Ailpín: 858 – 862
3. Constantine I mac Cináeda: 862 – 877
4. Áed mac Cináeda: 877 – 878
5. Giric mac Dúngail, Eochaid: 878 – 889
6. Donald II mac Causantín: 889 – 900
7. Constantine II mac Áeda: 900 – 943
8. Malcolm I mac Domnaill: 943–954
9. Ildulb mac Causantín: 954–962
10. Duff MacMalcolm: 962–967
11. Cuilén mac Illuilb: 967–971
12. Amlaíb mac Ilduilb: 973–977
13. Kenneth II: 971–995
14. Constantine III mac Cuilén: 995–997
15. Kenneth III mac Dhuibh: 997 - 1005
16. Malcolm II mac Cináeda: 1005–1034
17. Duncan I mac Crínáin: 1034–1040
18. Macbeth mac Findláich: 1040–1057
19. Lulach mac Gille Comgaín: 1057–1058
20. Malcolm III Donnchada: 1058–1093
21. Donald III mac Donnchada: 1093–1097
22. Duncan II mac Maíl Choluim: 1094
23. Edgar Maíl Choluim: 1097–1107
24. Alexander I mac Maíl Choluim: 1107–1124
25. David I mac Maíl Choluim: 1124–1153
26. Malcolm IV mac Eanric: 1153–1165
27. William I mac Eanric: 1165–1214
28. Alexander II mac Uilliam: 1214–1249
29. Alexander III mac Alaxandair: 1249–1286
30. Margaret: 1286–1290
31. William Fraser , Giám mục St Andrews - Robert Wishart , Giám mục Glasgow - John Comyn II của Badenoch - James Stewart, Cao thủ thứ 5 của Scotland - Alexander Comyn, Bá tước Buchan - Donnchadh III, Bá tước Fife: 1286 - 1292
32. John Balliol: 1292–1296
33. William Wallace và Andrew de Moray: 1297–1298
34. Sir Robert the Bruce: 1298–1300
35. John Comyn III: 1298–1301
36. William de Lamberton: 1299–1301
37. Ingram de Umfraville: 1300–1301
38. John de Soules: 1301–1304
39. Robert I the Bruce: 1306–1329
40. David II the Bruce: 1329–1371
41. Edward Balliol: 1332–1356
42. Robert II the Stewart: 1371–1390
43. Robert III Stewart: 1390–1406
44. James I: 1406–1437
45. James II: 1437–1460
46. James III: 1460–1488
47. James IV: 1488–1513
48. James V: 1513–1542
49. Mary I: 1542–1567
50. James VI: 1567–1625
51. Charles I: 1625–1649
52. Charles II: 1649–1651
53. Charles II: 1660–1685
54. James VII: 1685–1688
55. Mary II: 1689–1694
56. William II: 1689–1702
57. Anne I: 1707 –1714
58. James III Francis Edward Stuart: 1701–1766
59. Charles III Edward Stuart: 1766 - 1788
60. Henry I Benedict Stuart: 1788 - 1807

## Giáo dục
Các trường Đại học được thành lập từ thời bấy giờ vẫn được sử dụng cho đến tận ngày nay và ngày nay vẫn nổi tiếng quốc tế.
- Đại học St. Andrews (1413)
- Đại học Glasgow (1450)
- Đại học Aberdeen (1495)
- Đại học Edinburgh (1583)